# Roy Hall (Musiker, 1907)
Roy Davis Hall (* 6. Januar 1907; † 16. Mai 1943) war ein US-amerikanischer Old-Time-Musiker. Hall nahm in den 1930er-Jahren mit Bands wie den Blue Ridge Entertainers zahlreiche Platten auf. Er ist nicht mit dem Country-Musiker und Pianisten Roy Hall verwandt.

## Leben
Roy Hall wurde 1907 im Haywood County, North Carolina, geboren und wuchs in der Nähe von Waynesville auf. Später arbeitete er als Weber in den Textilfabriken von Carolina, bevor er sich als professioneller Musiker versuchte.
Hall erlernte 1932 Gitarre zu spielen und hatte ein Jahr später seinen ersten Auftritt im Radio. Im April 1937 verließen Hall und sein Bruder  Jay Hugh Hall die Textilfabriken und bekamen einen Platz bei WSPA in Spartanburg (South Carolina), wo sie mit anderen Künstlern wie Clyde Moody und Wade Mainer spielten.
Am 16. Februar 1937 spielte er in Charlotte (North Carolina), zusammen mit seinem Bruder Jay Hugh für RCA Victors Sublabel Bluebird Records seine ersten Aufnahmen ein, bevor er seine eigene Band, die Blue Ridge Entertainers, gründete.
Mit dieser Formation spielte er ab November 1938 regelmäßig Platten ein und war 1941 laut dem Magazin Hillbilly Hit Parade bereits als „[…] one of the leading acts of this type in the country“ bekannt. 1938 hatte die Band eine Radioshow in Winston-Salem, South Carolina, die von dem Getränkehersteller „Dr. Pepper“ gesponsert wurde. Ein Jahr später zogen Hall und die Gruppe nach Roanoke, Virginia, wo sie auf WDJB das Blue Ridge Jamboree moderierten, eine Barn Dance Show mit Stars wie Tex Ritter, Roy Rogers und George „Gabby“ Hayes. Halls Popularität stieg so weit an, dass er zwei Bands unter dem Namen Blue Ridge Entertainers gründete, um der Nachfrage an Konzerten gerecht zu werden. Die zweite Gruppe wurde von seinem Bruder Jay Hugh geleitet, der sich Hall wieder im Herbst 1940 anschloss. Zudem organisierte Hall Gruppen, die für „Dr. Pepper“ auftraten.
Die original Blue Ridge Entertainers bestanden neben Hall (Gitarre) aus Clato Buchanan (Banjo), Bill Brown (Steel Guitar), Wayne Watson (Gitarre, Bass) und Tommy Magness (Fiddle). Letzterer spielte später für Bill Monroe, wurde 1941 aber wieder von Hall abgeworben. Halls Blue Ridge Entertainers galten als die erfolgreichste und bekannteste Gruppe in Carolina und spielten eine wichtige Rolle in der Entwicklung des Bluegrass, wobei ihr Stil sich klar an der traditionellen Old-Time Music orientierte und von Duos wie den Delmore Brothers beeinflusst wurde.
Bedingt durch den Zweiten Weltkrieg mussten einige Mitglieder die Band verlassen und am 16. Mai 1943 kam Roy Halls Karriere ungeahnt zu einem frühen Ende, als er bei einem Autounfall ums Leben kam. Die Blue Ridge Entertainers brachen daraufhin auseinander. Halls Bruder blieb bis 1950 in der Musikszene. Er starb 1974.

## Diskografie
Diskografie ist nicht vollständig. Bluebird-Aufnahmen wurden auch bei Montgomery Ward veröffentlicht.
| Jahr              | Titel                                                                          | #       | Anmerkungen               |
| ----------------- | ------------------------------------------------------------------------------ | ------- | ------------------------- |
| Conqueror Records |                                                                                |         |                           |
|                   | Where the Roses Never Fade / Answer to Great Speckled Bird                     | 9184    |                           |
|                   | Wabash Cannon Ball / The Lonesome Dove                                         | 9230    |                           |
| Vocalion Records  |                                                                                |         |                           |
|                   | Good for Nothing Gal / The Lonely Blues                                        | 4627    |                           |
|                   | The Lonesome Dove / Wabash Cannonball                                          | 4717    |                           |
|                   | Answer to Great Speckled Bird / Where the Roses Never Fade                     | 4771    |                           |
|                   | Come Back Little Pal / Sunny Tennessee                                         | 4842    |                           |
| Bluebird Records  |                                                                                |         |                           |
|                   | New San Antonio Rose / I’d Die Before I’d Cry Over You                         | BB-8561 |                           |
|                   | Bye Bye Baby Bye Bye / Rubber Doll                                             | BB-8617 |                           |
|                   | Can You Forgive? / Don’t Let Your Sweet Love Die                               | BB-8656 |                           |
|                   | I Played My Heart and Lost / Loving You Too Well                               | BB-8676 |                           |
|                   | Your Heart Should Belong to Me / She’s Winking at Me                           | BB-8702 |                           |
|                   | You Don’t Love Me / Weeping Willow Valley                                      | BB-8703 | mit den Happy Valley Boys |
|                   | Neath the Bridge at the Foot of the Hill / Little Sweetheart, Come and Kiss Me | BB-8794 |                           |
|                   | Polecat Blues / Natural Bridge Blues                                           | BB-8863 | mit den Happy Valley Boys |
|                   | My Sweet Mountain Rose / Until I Return to You                                 | BB-8906 | mit den Happy Valley Boys |
|                   | I Wonder If the Moon Shines / I Wonder Where You Are Tonight                   | BB-8959 | mit den Happy Valley Boys |